# Denis Șafikov
Denis Fuatovici Șafikov (în rusă Денис Фуатович Шафиков; n. 3 iunie 1985, Miass, RSFS Rusă, URSS) este un boxer profesionist rus. A deținut titlul european la categoria super-ușoară din 2011 până în 2013, și s-a luptat de trei ori pentru titlul IBF la categoria ușoară, însă fără succes. În noiembrie 2017, Șafikov a fost cotat ca fiind al cincilea cel mai bun boxer la categoria ușoară de către revista The Ring și al șaptelea de către Transnaționale Box Rankings Bord. A luptat de 42 de ori la profesioniști, având 38 de victorii, 20 prin KO, o remiză și patru înfrângeri.

## Primii ani de viață și cariera la amatori
Născut într-o familie ruso-bașkiră, lui Șafikov nu i-a plăcut boxul de la început, încercând și alte sporturi în copilărie. În cele din urmă a ales boxul la vârsta de 13 ani, când a început să lupte la amatori. În această perioadă „a avut 90 de lupte la amatori și a pierdut doar în șase dintre ele”. A decis să devină profesionist din dorința de a asigura un trai decent familiei sale și nu din dorința de a câștiga medalii.

## Cariera la profesioniști
Șafikov este antrenat de către Abel Sanchez din 2015. El și-a făcut debutul la profesioniști pe 30 noiembrie 2003, câștigând în patru runde în fața lui Pavel Liakov, care debutase la profesioniști tot atunci, prin decizie unanimă. Timp de unsprezece ani, Șafikov a rămas neînvins, disputându-și o mare parte din meciuri în Finlanda, țară din care s-a mutat în 2007. Pe 29 octombrie 2010 a obținut o remiză în meciul cu Brunet Zamora. Un an mai târziu, pe 23 septembrie 2011, Șafikov a câștigat prima sa centură continentală majoră, cea europeană la categoria semimijlocie, învingându-l pe veteranul Giuseppe Lauri. În 2012 și-a apărat titlul de două ori: prima dată a luptat împotriva lui Lee McAllister pe 25 februarie, meci pe care l-a câștigat în runda a opta. Cea de-a doua a fost o revanșă cu Zamora pe 31 mai, în care Șafikov a câștigat prin decizie unanimă.
Pe 22 februarie 2014, Șafikov s-a dus în Macao pentru a se lupta cu campionul IBF la categoria ușoară Miguel Vazquez. Vazquez a fost declarat învingător prin decizie unanimă. În anul următor, pe 18 decembrie, Șafikov a primit o nouă șansă de a lupta pentru centura IBF la categoria ușoară, avându-l ca adversar de această dată pe Paltanavage Barthelemy, dar a pierdut din nou, prin decizie unanimă. Șafikov a revenit pe 2 iulie 2016, învingându-l pe Jamel Hering în cea de-a zecea și ultima rundă a confruntării prin knockout tehnic. Pe 30 iunie 2017, în a treia încercare de a-și adjudeca titlul mondial, Șafikov a pierdut prin decizie unanimă meciul cu campionul IBF la categoria ușoară, Robert Paști Jr..
Pe 7 decembrie 2016 a câștigat în fața boxerului ghanez Richard Commey. Pe 9 decembrie 2017 a suferit a patra înfrângere din carieră, în fața lui Rene Alvarado din Nicaragua, pierzând în zece runde la puncte.

## Viața personală
Deși este poreclit „Ginghis Han”, Șafikov este de origine bașchiră, și nu etnic mongol. Porecla i-a fost dată de promotorul finlandez Pekka Mäki, cu Șafikov declarând că vrea să „cucerească lumea așa cum a făcut-o Gingis Han.” Boxerii lui preferați sunt Mike Tyson și Manny Pacquiao.